# Levodopa
La levodopa (L-DOPA, L-3,4 dihidroxifenilalanina), también conocido como L-DOPA, el precursor metabólico de la dopamina, es el medicamento aislado más eficaz en el tratamiento de la enfermedad de Parkinson; los efectos terapéuticos y adversos de la levodopa resultan de su descarboxilación en dopamina por medio de la enzima descarboxilasa. Se administra L-DOPA en lugar de dopamina, porque la dopamina no puede atravesar la barrera hematoencefálica (la que forman las meninges entre los vasos sanguíneos y el líquido cefalorraquídeo); en cambio, la levodopa sí puede atravesarla por transporte facilitado.

## Características
La levodopa oral se absorbe rápidamente en el intestino delgado a través del sistema de transporte para aminoácidos aromáticos. Los aminoácidos de la dieta pueden alterar su absorción. Las concentraciones máximas del fármaco en plasma suelen ocurrir entre 1/2 y 2 horas después de una dosis oral. La semivida en plasma es de 1 a 3 horas.
Un transportador de membrana de aminoácidos aromáticos facilita la entrada del fármaco en el Sistema Nervioso Central (SNC), en este sitio puede existir competencia entre las proteínas dietéticas y la levodopa. En el encéfalo, la levodopa es convertida en dopamina, principalmente dentro de terminales presinápticas de neuronas dopaminérgicas en el cuerpo estriado. Después de liberarse, la dopamina se transporta al interior de terminales dopaminérgicas o células postsinápticas, en donde puede almacenarse de nuevo en gránulos (neuronas) o metabolizarse por MAO o COMT (neuronas y no neuronas).
La levodopa suele administrarse con un inhibidor de la descarboxilasa de L-aminoácidos aromáticos (AAD) de acción periférica (p. ej., carbidopa) que no penetre bien en el SNC. Cuando no se inhibe esta enzima, la levodopa se descarboxila en la periferia, y menos del 1% penetra el SNC. Con la inhibición periférica de la descarboxilasa aumenta notablemente la fracción de levodopa que permanece sin metabolizarse y disponible para cruzar la barrera hematoencefálica.

## Farmacocinética

### Vías de administración
En la práctica clínica casi siempre se administra la levodopa por vía oral en combinación con un inhibidor de acción periférica, de la descarboxilasa, DL-aminoácido aromático como carbidopa o benserazida (se distribuye fuera de Estados Unidos), fármacos que no penetran satisfactoriamente en el SNC. Si se administra levodopa sola, será descarboxilada a dopamina predominantemente por las enzimas de la mucosa intestinal y otros sitios periféricos gracias a la acción de la bacteria Eggerthella lenta, de tal forma que una cantidad relativamente pequeña y sin cambios llegará a la circulación cerebral y probablemente menos de 1% penetrará en el SNC. Además, la liberación de dopamina en la circulación por conversión periférica de la levodopa causa efectos adversos, en particular náusea. La inhibición de la descarboxilasa periférica incrementa en grado extraordinario la fracción de levodopa administrada que subsiste sin metabolizar y que puede cruzar la barrera hematoencefálica y disminuir la incidencia de efectos adversos en el tubo digestivo.

### Absorción
Después de ingerida la levodopa se absorbe rápidamente en el intestino delgado por el sistema de transporte de aminoácidos aromáticos.
La rapidez y magnitud de la absorción de la levodopa dependen de la velocidad de vaciamiento del estómago, el pH del jugo gástrico y el tiempo en que el fármaco está expuesto a las enzimas encargadas de la degradación en la mucosa gástrica e intestinal. La competencia por los sitios de absorción en el intestino delgado, que activan los aminoácidos de alimentos también pudiera tener un efecto intenso en la absorción de levodopa, y si se administra esta última con comidas con abundante proteína, la absorción se retrasa y disminuyen las concentraciones plasmáticas máximas.

### Distribución
La penetración del fármaco en el SNC a través de la barrera hematoencefálica también es mediada por un transportador de membrana para aminoácidos aromáticos y en ese nivel pudiera surgir competencia entre las proteínas de la alimentación y la levodopa.

### Metabolismo
En el encéfalo la levodopa es convertida en dopamina por descarboxilación más bien dentro de las terminaciones presinápticas de las neuronas dopaminérgicas en el cuerpo estriado. La dopamina producida es la causante de la eficacia terapéutica del fármaco en el mal de Parkinson; después de liberada es transportada de nuevo a las terminaciones dopaminérgicas por el mecanismo de captación presináptica o metabolizada por las acciones de MAO y de catecol-O-metiltransferasa (COMT, catechol-O-methyltransferase).

## Uso en la enfermedad de Parkinson
Las bases teóricas para el uso de este compuesto en el Parkinson se apoyan en que se observa que en pacientes con esta enfermedad la dopamina estriatal se agota, pero que las células nígricas restantes aún son capaces de producir un poco de dopamina captando su precursor, L-dopa. El número de neuronas en el cuerpo estriado no está disminuido y conservan su receptividad a la dopamina que se administra, actuando a través de las neuronas nígricas residuales. Sin embargo, con el tiempo el número residual de células de la sustancia negra con capacidad para convertir la L-dopa en dopamina se torna inadecuado, y la capacidad de receptividad de dopamina de las neuronas estriatales blanco se vuelve excesiva, quizá como resultado de hipersensibilidad por desnervación; lo anterior da origen tanto a disminución en la respuesta a la L-dopa, como movimientos paradójicos y exagerados (discinesias) con cada dosis. No utilizar este fármaco en pacientes que presenten un temblor holocraneal y el resultado del DAT-SCAN negativo. 
La mayoría de los pacientes tolera el medicamento al inicio, tiene pocos efectos adversos importantes y produce una mejoría notable, en especial de la hipocinesia y el temblor después de varias dosis o antes de ello (hay excepciones). Sin embargo, los efectos secundarios y las limitaciones de la L-dopa se tornan considerables a medida que continúa la farmacoterapia y progresa la enfermedad.
También se usa clínicamente para tratar el síndrome de Frégoli, ya que ayuda a disminuir las alucinaciones.

### Carbidopaybenserazida
Al administrar levodopa junto con carbidopa o benserazida (inhibidores de la dopadescarboxilasa), se consigue que la cantidad de levodopa que alcanza el sistema nervioso central sea mayor y se aumente el tiempo de semivida de la levodopa. Además esta administración conjunta puede reducir la dosis de levodopa en un 75% aproximadamente y se consigue una mayor eficacia clínica que se manifiesta con una acción más rápida y un mayor número de enfermos beneficiados.

## Efecto y dosificación
Este tratamiento elimina generalmente la hipocinesia (debilidad motora y disminución del movimiento), la rigidez y en algunos pacientes disminuye el temblor.
La dosis inicial recomendada de levodopa es de 100 a 125 mg, asociados a 12,5 mg de carbidopa o bien 25 mg de benserazida. La administración de levodopa se realiza siempre combinando la levodopa con un inhibidor de la dopadescarboxilasa (benserazida o carbidopa) en la proporción de 1:4 o 1:10. Debe tomarse una vez al día por vía oral, aumentando la dosis cada cinco días hasta que se obtiene una respuesta aceptable. La dosis máxima de levodopa al día es de 400 mg, fraccionada en dos o tres tomas y se recomienda tomarla 30 minutos antes de las comidas.

## Reacciones adversas
El problema en este tipo de tratamiento es que su uso prolongado se asocia a una pérdida de eficacia y con complicaciones motoras. Muchos pacientes obtienen una mejora manifiesta y sostenida durante 2 a 5 años, pero después la levodopa empieza a perder efectividad en un 50% de los casos. Después de este tiempo la mayoría de los pacientes evoluciona hacia una fase descompensada de la enfermedad, caracterizada por la aparición de dos complicaciones principalmente: fluctuaciones motoras y discinesias (movimientos anormales involuntarios: tics, temblores, contracciones...). 
Las fluctuaciones motoras incluyen dos fenómenos:
- Fenómeno “on-off”: períodos de funcionalismo normal que se alternan bruscamente con períodos de acinesia (pérdida de movimiento) y aumento imprevisible del temblor.
- Fenómeno “wearing-off”: disminución de las funciones motoras al final del intervalo de dosificación, justo antes de la dosis siguiente.
La levodopa administrada en comprimidos de liberación sostenida no aporta ninguna ventaja clara respecto a la administrada de forma clásica, para prevenir las fluctuaciones motoras. En estos casos hay que repartir la dosis en más tomas durante el día y administrarlas fuera de las comidas. Actualmente se están haciendo estudios respecto al uso de sistemas de liberación sostenida mediante la administración por vía subcutánea de profármacos de levodopa. Estos trabajos parece ser que están teniendo éxito y ya hay medicamentos en desarrollo. La ingestión de proteínas puede dificultar la absorción de levodopa, por esta razón algunos pacientes responden mejor al tratamiento siguiendo una dieta hipoproteica. Estas complicaciones también pueden tratarse combinando este tratamiento con amantadina o agonistas dopaminérgicos. Se recomienda administrar las dosis mínimas necesarias. Cuanto más baja sea la dosis administrada más durará la eficacia del tratamiento. Si se necesitan dosis más altas, puede optarse por no aumentarlas y añadir al tratamiento un fármaco anticolinérgico, un agonistadopaminérgico o amantadina.

## Especialidades farmacéuticas
Las especialidades farmacéuticas comercializadas en España que contienen estos principios activos indicados en el tratamiento de la enfermedad de Parkinson, son las siguientes:
- Levodopa más benserazida:
  - Madopar® 250, 200/50 mg (comprimidos).
  - Madopar retard®, 100/25 mg (cápsulas).
- Levodopa más carbidopa:
  - Sinemet plus retard®, 100/25 mg (comprimidos).
  - Sinemet plus®, 100/25 mg (comp).
  - Sinemet retard®, 200/50 mg (comp).
  - Sinemet®, 250 mg/25 mg (comp).

## Fuente
- Índice farmacológico 2000. Academia de Ciencias Médicas de Cataluña y Baleares.